# 上川岛
上川岛（葡萄牙語：Ilha Sanchoão 或 Ilha São João，意为“圣约翰岛”），又称上川洲、穿洲和上川山，是广东省江门市台山的一个岛屿，位于广海湾南侧、川山群岛东部，西与下川岛隔海相望，东北距大陆9.19公里，面积为137.3平方公里，是廣東省第二大島，也是上川群岛的最大岛屿，有“南海碧波出芙蓉”之称。

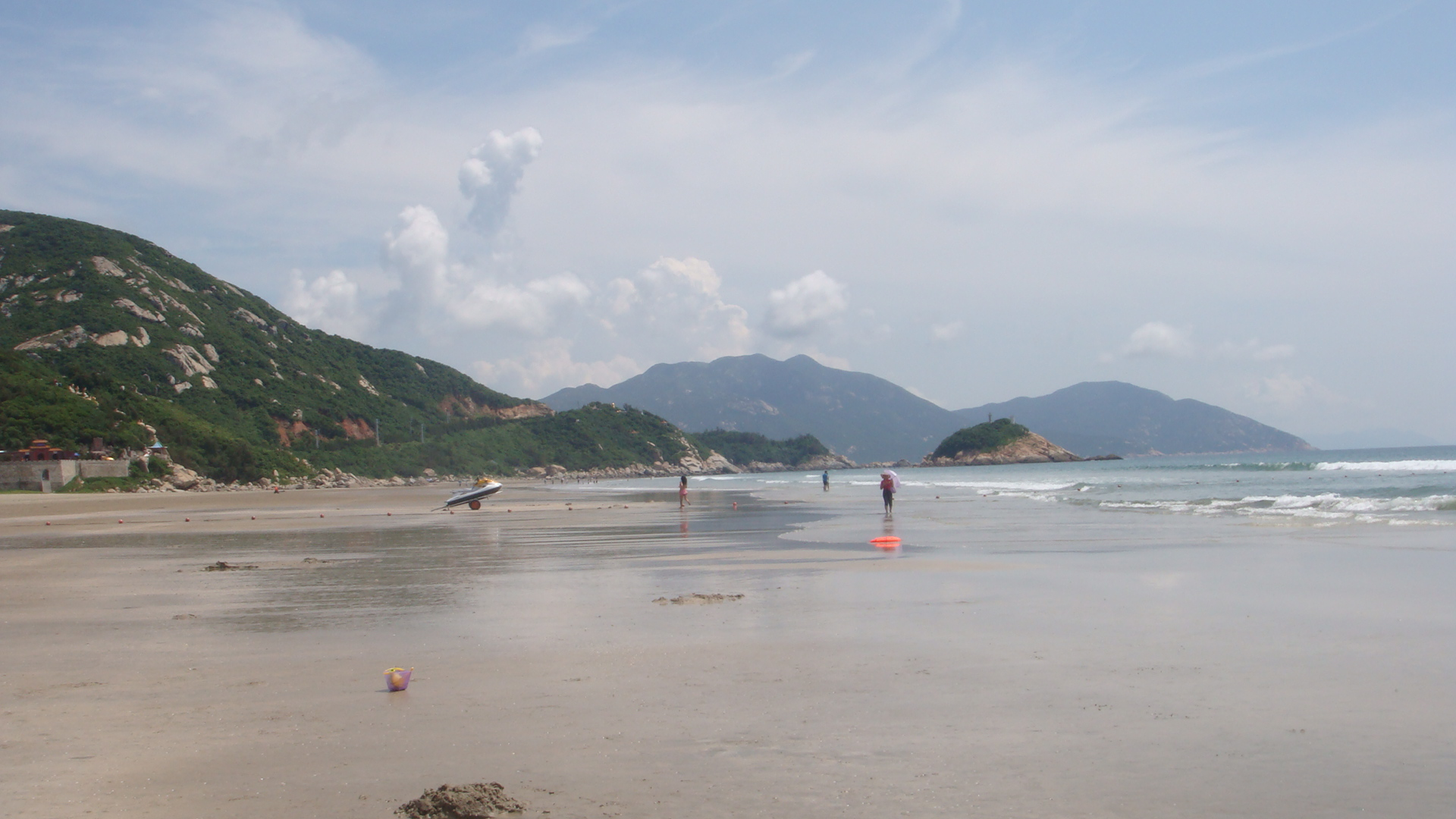
中国广东省江门市台山上川岛沙滩

## 地理
上川岛呈南北走向的哑铃形，长22.54公里，最宽处9.8公里，最窄处1.2公里，海岸线长139.8公里，地势南北高、中间低，主要由燕山期花岗岩构成，最高点海拔494.1米，除中部和北部有小块平地外，其余多为低山。岛屿属亚热带海洋性季风气候，年平均气温23℃，气候温和。
1990年1月，岛屿东北端被划为广东台山上川岛猕猴省级自然保护区，是广东省最大的猕猴保护基地。

## 歷史
上川岛历史上盛产香料和海盐，明朝时属新会县地，正德八年（1513年），葡萄牙商人欧维士一行因商船停靠于此而登岛，竖立刻有葡萄牙王国纹章的石柱“葡王柱”以作纪念。随后，葡萄牙人被准许在岛上停泊和交易，上川岛成为葡萄牙人的远东商业基地，被称为“贸易之岛”。嘉靖三十一年（1552年），耶穌會士聖方濟各·沙勿略神父到中国传教，不幸染上疟疾，病逝于上川岛上。澳门开埠后，上川岛的地位逐渐被澳门取代。
清康熙元年（1662年）颁海禁令，将岛民内迁五十里，直至康熙二十三年（1683年）开放海禁。嘉庆年间，海盗張保仔率领的红旗帮以岛上沙堤港为主基地，活跃于琼州海峡至珠江口一带。
2016年，大洲湾遗址入选世界文化遗产申报推荐项目。
2017年12月，方济各·沙勿略墓园及大洲湾考古遗址公园被列入第三批国家考古遗址公园项目。

## 景点

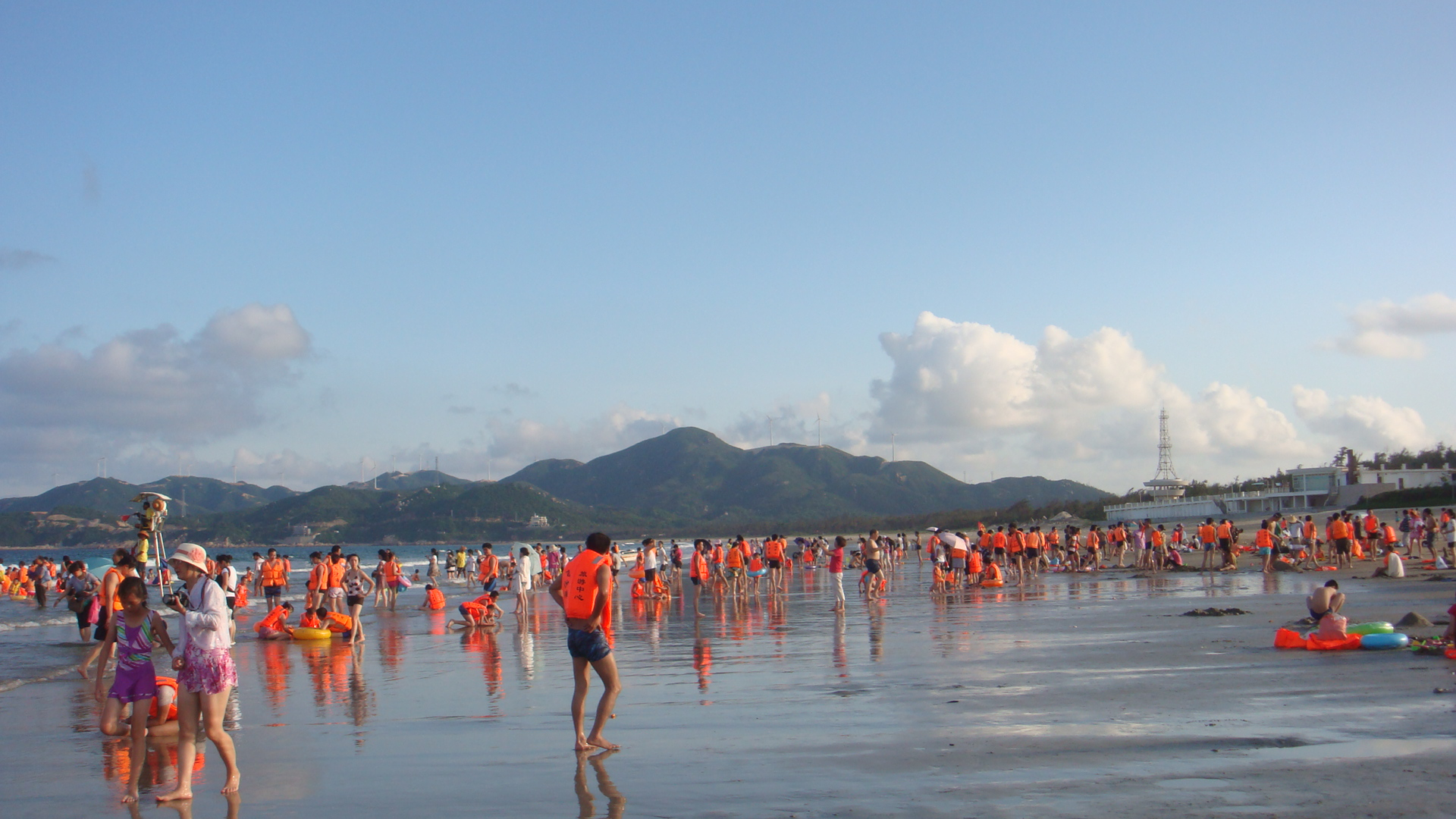
上川岛

### 飞沙滩
位于上川岛东海岸，拥有长约五公里的天然海水浴场，以沙滩细腻柔软、海水清澈见底而闻名。1984年被开辟为旅游度假区，是上川岛开发最早及最完善、知名度最高的旅游景点。

### 沙堤渔港
位于上川岛南端，是广东省四大渔港之一，港内三面环山，水域开阔，水产资源丰富，日落时分的“渔港夕照”是享有盛名的奇观。

### 聖方濟各·沙勿略墓園-大洲灣遺址
位于上川岛的象山上，临海而立，为纪念天主教來華傳教第一人——方濟各·沙勿略而建，始建于明嘉靖三十一年（1552年），后经明、清、民国时期、1986年五度重修，現內設方濟各石像、教堂、紀念碑、小花圃等。2015年，被列为第八批广东省文物保护单位。2016年，入選中國2018年世界文化遺產申報推薦項目。

### 广东台山海上丝绸之路博物馆
由上川岛原大洲小学改建而成，2019年开馆，是一座系统展现上川岛在古代海上丝绸之路的中外贸易往来和文化交流历程的博物馆。

## 交通
上川岛依靠轮渡与外界联系，每日有轮渡由台山山咀港往返上川岛三洲港码头，单程航行时间约30分钟。